# Ferdel Schröder
Ferdel Schröder (Solingen, 29 ottobre 1947 – Eupen, 4 gennaio 2013) è stato un politico belga membro del Partito per la Libertà e il Progresso e del Movimento Riformatore, presidente del Parlamento della Comunità germanofona del Belgio dal 2010 al 2013..

## Biografia
Dal 1988 al 2010 è stato consigliere comunale di Eupen, dove dal 1994 al 2000 è stato anche assessore. Dal 1999 al 2013 è stato membro del Parlamento della Comunità germanofona del Belgio, di cui dal 2010 al 2013 ha ricoperto la carica di presidente.